# Ypsilanti (Dakota del Nord)
Ypsilanti è un census-designated place (CDP) degli Stati Uniti d'America della contea di Stutsman nello Stato del Dakota del Nord. La popolazione era di 104 abitanti al censimento del 2010. È il centro abitato principale della Ypsilanti Township. Una parte del sito della città si trova nella Corwin Township.

## Geografia fisica
Secondo lo United States Census Bureau, il CDP ha una superficie totale di 1,42 km², dei quali 1,42 km² di territorio e 0 km² di acque interne (0% del totale).

## Storia
Nel 1879, il governo degli Stati Uniti diede 621 acri di terra alla Northern Pacific Railway, e parte di questi furono usati per la fondazione della Ypsilanti Township e della città di Ypsilanti.
Il sito della città di Ypsilanti fu pianificato da William Hartley Colby e un socio di nome Lloyd DePuy. W.H. Colby era originario di Ypsilanti, Michigan, quindi chiamò il nuovo sito in onore della città del Michigan con quel nome.
L'ufficio postale di Ypsilanti inizialmente si trovava nella casa di Theodore Doughty, mezzo miglio a nord di Ypsilanti, che fungeva anche da fermata della diligenza di Ypsilanti. Nel 1882 l'ufficio postale fu spostato nella stessa Ypsilanti. Ad un certo punto, data incerta, l'ufficio postale fu trasferito allo Spaulding Store, dove rimase fino al 1921, quando fu trasferito al Lee Ferguson Store. Nel giugno 1953 fu costruita un'aggiunta alla casa di Heffernan, che servì da ufficio postale fino al 1º settembre 1967, momento in cui fu costruito un edificio che fungesse da ufficio postale.
La diga a Ypsilanti Park fu costruita tra il 1931 e il 1932, come progetto della WPA. Poco dopo, il parco è stato costruito accanto alla diga. Ed Whitney ha donato il terreno in cui si trova il parco, mentre l'attrezzatura originale del parco è stata fornita dalle aziende e dalle organizzazioni di Ypsilanti e James Crouch ha costruito i primi due camini nel parco. I principali organizzatori della costruzione del parco erano Stan Nicholls, Bob Kotts e un uomo di nome Glaspell.

## Società

### Evoluzione demografica
Secondo il censimento del 2010, la popolazione era di 104 abitanti.

### Etnie e minoranze straniere
Secondo il censimento del 2010, la composizione etnica del CDP era formata dal 97,12% di bianchi, lo 0% di afroamericani, lo 0% di nativi americani, lo 0% di asiatici, lo 0% di oceanici, lo 0% di altre razze, e il 2,88% di due o più etnie. Ispanici o latinos di qualunque razza erano il 3,85% della popolazione.